# 367

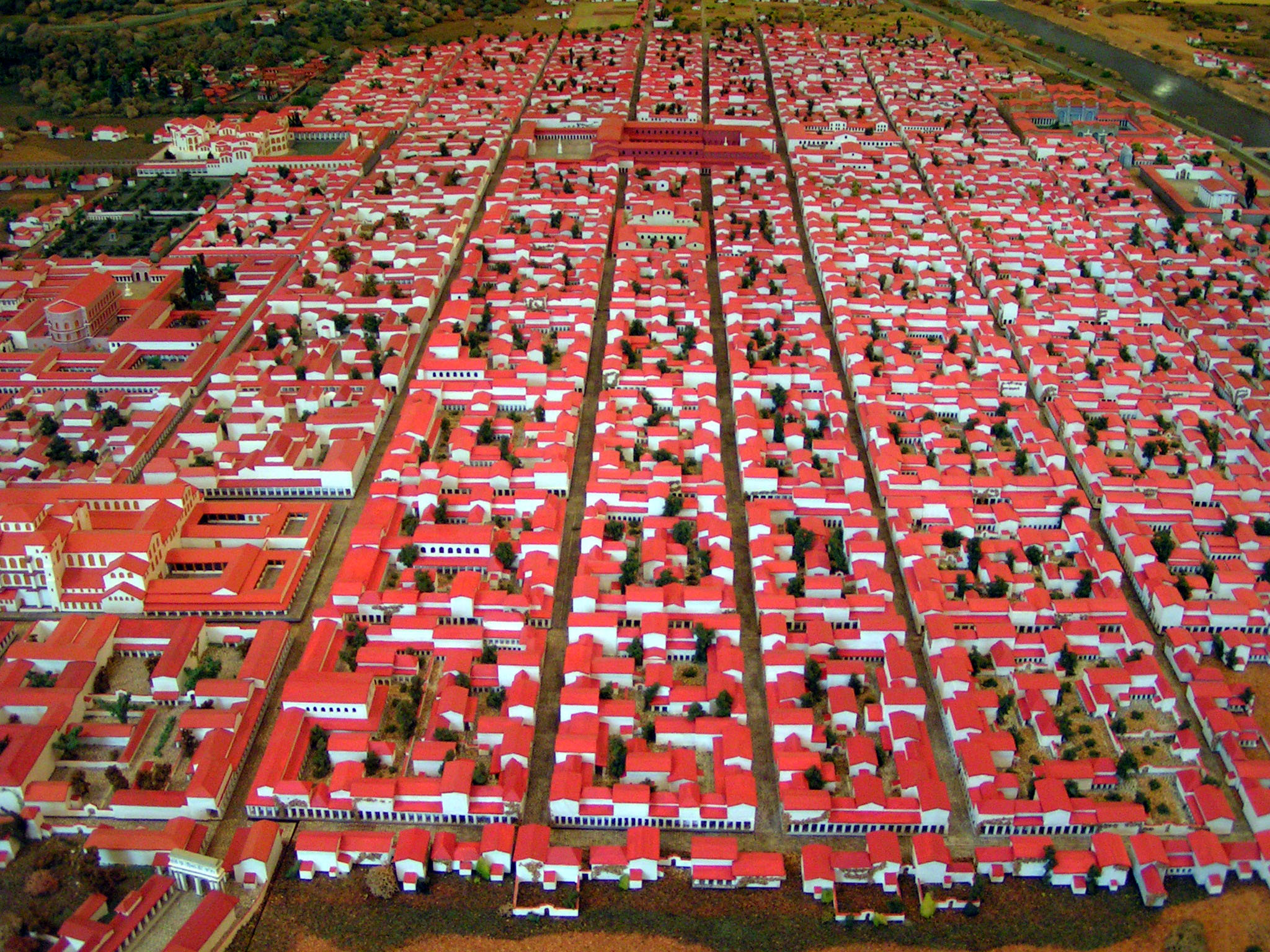
Augusta Treverorum (huidige Trier)

Het jaar 367 is het 67e jaar in de 4e eeuw volgens de christelijke jaartelling.

## Gebeurtenissen

### Europa
- Slag bij Sulz am Neckar: De Alemannen steken de Rijn over en plunderen de stad Moguntiacum (huidige Mainz). Keizer Valentinianus I trekt met een strafexpeditie de Neckar vallei binnen en verslaat bij de ruïnes van Solocinium, ten koste van grote verliezen, de Alemannen onder leiding van koning Macrianus. Hij keert met het leger terug naar Gallië en begint met het herstel van de Rijngrens (limes).
- De Picten en Schotten plunderen het noorden van Britannia. Tegelijkertijd bedreigen de Saksen de Litus Saxonicum (Saksische kustlijn) in Oost-Engeland. De Franken voeren een plunderveldtocht langs de kust van Gallië.
- 4 augustus - De 8-jarige Flavius Gratianus wordt door zijn vader Valentinianus I tot mede-keizer (Augustus) verheven. De hoofdstad van het West-Romeinse Rijk wordt verplaatst van Amiens naar Augusta Treverorum (Trier).
- Winter - Het Romeinse garnizoen gelegerd bij de Muur van Hadrianus komt in opstand. Kort daarna valt het leger uiteen in rebellerende groepen. Soldaten deserteren en de muur wordt verlaten, waardoor de Picten ongestoord Britannia weten binnen te komen.

### Balkan
- Keizer Valens laat een pontonbrug over de Donau bouwen en verjaagt de Visigoten onder aanvoering van koning Athanarik. Ze trekken zich terug in de Karpaten, de Romeinen richten verwoestingen aan in Walachije (huidige Roemenië).

### Religie
- In de Paasbrief van Athanasius, patriarch van Alexandrië, wordt de canon van de 27 boeken van het Nieuwe Testament (Bijbel) vastgelegd.
- 16 november - Tegenpaus Ursinus wordt in Rome door de stadscommandanten (praefecti) naar Gallië verbannen.
- De eerste boeddhistische zendelingen die in Tibet aankomen uit Nepal, stichten missieposten in het hoogland.